# وودي نقار الخشب
وودي نقار الخشب (بالإنجليزية: Woody Woodpecker) أو وودي وود بيكر هو شخصية رسوم متحركة ويتمثل في طائر نقار الخشب يتميز بذكاءه وبضحكته الرنانة، تم إنتاجه في عام 1940، وقام بابتكار الشخصية والتر لانتز وبين هارداواي وأليكس لوفي وتم توزيعها من قبل إستوديوهات يونيفيرسال.